# Загражден (Смолянская область)
Загражден (болг. Загражден) — село в Болгарии. Находится в Смолянской области, входит в общину Баните. Население составляет 329 человек.

## Политическая ситуация
В местном кметстве Загражден, в состав которого входит Загражден, должность кмета (старосты) исполняет Любчо Димитров Шишков (Граждане за европейское развитие Болгарии (ГЕРБ)) по результатам выборов.
Кмет (мэр) общины Баните — Райчо Стоянов Данаилов (инициативный комитет) по результатам выборов.